# Barry McDonald
Barry McDonald (ur. 9 czerwca 1940 w Wau, zm. 1 stycznia 2020) – australijski rugbysta grający na pozycji rwacza, reprezentant kraju, działacz antyapartheidowy.
Uczęszczał do Cranbrook School, a następnie na Uniwersytet w Sydney studiując muzykę.
Grał dla Easts, zaś po namowach Davida Brockhoffa przeszedł do Sydney Uni zostając pierwszym zawodnikiem tego klubu, który nie studiował na tym uniwersytecie. Związał się następnie z Randwick DRUFC, w barwach którego w trzech sezonach wystąpił w 35 meczach, m.in. w zwycięskim finale Shute Shield w 1971 roku.
W 1969 roku grał w zespole Sydney przeciwko stanowym reprezentacjom i wkrótce został powołany do australijskiej reprezentacji na tournée do RPA, a z uwagi na urazy wystąpił w ośmiu z dwudziestu sześciu meczów, w tym w ostatnim testmeczu. Zetknął się wówczas z apartheidem i jego wpływem na południowoafrykańskie społeczeństwo. W roku następnym zagrał zaś przeciwko Szkotom i był to jego ostatni występ w barwach Wallabies.
Gdy Springboks zaplanowali tournée po Australii w 1971 roku, McDonald przyłączył się do protestu ówczesnych reprezentantów Australii zapoczątkowanego przez Tony’ego Abrahamsa, w którym uczestniczyli również Jim Boyce, Jim Roxburgh, Bruce Taafe, Terry Forman i Paul Darveniza – zawodnicy ci oświadczyli, iż nawet w przypadku powołania nie wystąpią w meczach przeciwko wybranej ze względu na rasę reprezentacji RPA, przez co uznani zostali wówczas za hańbę narodu. Wizyta południowoafrykańskich rugbystów wywołała masowe demonstracje, strajki związków zawodowych oraz wprowadzenie stanu wyjątkowego w Queensland. W roku następnym nowo wybrany premier Australii, Gough Whitlam, wprowadził zatem zakaz kontaktów sportowych z RPA. Wydarzenia te opisano w filmie dokumentalnym Political Football wyemitowanym po raz pierwszy przez Australian Broadcasting Corporation w 2005 roku.
Za swoją postawę z rąk Nelsona Mandeli otrzymał Medal of Freedom.